# Banco Ciudad de Buenos Aires
Banco Ciudad de Buenos Aires (Banca della Città di Buenos Aires in italiano), presente sul mercato come Banco Ciudad, è un istituto di credito argentino fondato nel 1878.

## Storia
Fu fondato il 23 maggio 1878 con il nome di Monte de Piedad o Montepío, anche se la legge 1129 che creava il Montepío era stata promulgata il 15 ottobre 1877. Sorto sul modello dei monte di pietà attivi in Europa già nel XIV secolo, l'istituzione fu concepita per prestare denaro su vari oggetti in pegno a un tasso di interesse inferiore a quello di mercato, constrastando così l'usura, venendo incontro alle esigenze degli abitanti più poveri della città.
Nel 1888, in seguito alla federalizzazione della Città di Buenos Aires, fu nazionalizzata e la proprietà dell'istituto fu trasferita sotto la giurisdizione della Capitale Federale. Il 30 settembre 1904, con la legge 4531, l'istituto fu rinominato “Banco Municipal de Préstamos y Caja de Ahorros”. In quanto banca di credito, acquisì la facoltà di concedere prestiti su stipendi, pensioni, rendite pagate da enti nazionali o dalla Città di Buenos Aires, titoli del debito pubblico nazionale o provinciale, obbligazioni ipotecarie o azioni negoziabili in borsa e merci depositate nei magazzini doganali o fiscali. Ma soprattutto fu autorizzata a raccogliere i depositi del pubblico nelle casse di risparmio. Da questo momento in poi, su tutto il territorio della Città, vennero costruite numerose filiali e agenzie.
Nel 1944 fu ribattezzato “Banco Municipal de la Ciudad de Buenos Aires”. I mutamenti sociali e politici che interessarono l'Argentina, e in particolare Buenos Aires e la sua area metropolitana, tra la fine degli anni '30 e l'inizio degli anni '40 ebbero un impatto anche sull'evoluzione della banca. Il banco dei pegni sociale stava diventando infatti uno strumento limitato in un Paese che si stava modernizzando, crescendo e trasformando. Di fatto, l'allora Banco Municipale dovette assumere funzioni più ampie, richiedendo un maggior numero di filiali e un contatto più stretto con le esigenze dei nuovi attori sociali urbani. I nuovi professionisti e i lavoratori dipendenti richiedevano prestiti per l'acquisto e la ristrutturazione delle proprie case, mentre i negozianti e i piccoli imprenditori industriali avevano bisogno di espandersi e modernizzarsi con l'espansione del mercato interno.
Il 23 maggio 1968, in occasione del 90° anniversario della fondazione della Banca, fu inaugurata la nuova sede, all'incrocio tra calle Florida e Sarmiento.
Il 16 maggio 1972 cambiò nome per l'ultima volta, a causa della necessità di aprire nuove filiali nella provincia di Buenos Aires.